# Cervone Zaricicea, Iahotîn
Cervone Zaricicea (în ucraineană Червоне Заріччя) este un sat în orașul raional Iahotîn din regiunea Kiev, Ucraina.

## Demografie
Componența lingvistică a localității Cervone Zaricicea
     Ucraineană (97,72%)
     Rusă (1,37%)
     Alte limbi (0,91%)
Conform recensământului din 2001, majoritatea populației localității Cervone Zaricicea era vorbitoare de ucraineană (97,72%), existând în minoritate și vorbitori de rusă (1,37%).